# Кикинёв, Александр Фёдорович
Александр Фёдорович Кикинёв (бел. Аляксандр Фёдаравіч Кікінёў; 9 апреля 1980, д. Мормаль, Жлобинский район, Гомельская область, Белорусская ССР, СССР) — белорусский и американский борец греко-римского стиля, чемпион Европы, призёр чемпионата мира, Заслуженный мастер спорта Республики Беларусь, участник двух Олимпийских игр.

## Спортивная карьера
В мае 2003 года на чемпионате Европы в Белграде дошёл до финала, в котором уступил россиянину Алексею Глушкову, став серебряным призёром. В августе 2004 года он принимал участие на Олимпийских играх в Афинах, где он соревновался в весовой категории до 74 кг. Он проиграл две схватки, сначала китайцу Сайинджию (3–5), затем швейцарцу Рето Бюше со счетом 2:3, заняв пятнадцатое место в итоговом зачете. В апреле 2009 года в Вильнюсе завоевал бронзовую медаль чемпионата Европы. В сентябре 2009 года на чемпионате мира в датском Хернинге, одолев в схватке за 3 место, Константина Шнайдера из Германии, завоевал бронзовую медаль чемпионата мира. В середине апреля 2010 года в Баку, победив в финале азербайджанца Эльвина Мурсалиева, стал чемпионом Европы. В начале августа 2012 года на Олимпиаде в Лондоне в схватке за бронзовую медаль проиграл азербайджанцу Эмину Ахмедову, заняв в итоговом протоколе 5 место.

## Личная жизнь
Уроженец деревни Мормаль, Жлобинского района, Гомельской области. В 2016 году перебрался в США, в 2022 году получил гражданство этой страны. Сыновья: Александр и Арсений, также занимаются борьбой.